# ATP-seizoen 2001
Het ATP-seizoen in 2001 bestond uit de internationale tennistoernooien, die door de ATP en ITF werden georganiseerd in het kalenderjaar 2001.
Het speelschema omvatte:
- 67 ATP-toernooien, bestaande uit de categorieën:
  - Tennis Masters Series: 9
  - ATP International Series Gold: 11
  - ATP International Series: 44
  - Tennis Masters Cup: 2 (eindejaarstoernooi voor de 8 beste tennissers/dubbelteams)
  - World Team Cup: landenteamtoernooi, geen ATP-punten.
- 6 ITF-toernooien, bestaande uit de:
  - 4 grandslamtoernooien;
  - Davis Cup: landenteamtoernooi;
  - Hopman Cup: landenteamtoernooi voor gemengde tenniskoppels, geen ATP-punten.

In de onderstaande tabellen staat het overzicht van de ATP-toernooien, aangevuld met de grand slams en teamwedstrijden die niet door de ATP maar door de ITF worden georganiseerd.

## Legenda
| Grand Slams                   |
| Tennis Masters Cup            |
| ATP Masters Series            |
| ATP International Series Gold |
| ATP International Series      |
| Toernooien voor teams         |

### Codering
De codering voor het aantal deelnemers.
128S/128Q/64D/32X
- 128 deelnemers aan hoofdtoernooi (S)
- 128 aan het kwalificatietoernooi (Q)
- 64 koppels in het dubbelspel (D)
- 32 koppels in het gemengd dubbel (X).

Alle toernooien worden in principe buiten gespeeld, tenzij anders vermeld.
RR = groepswedstrijden, (i) = indoor

## Speelschema

### Januari
| Week van              | Toernooi                                                                                              | Winnaar(s)                               | Finalist(en)                                      | Uitslag finale      |         |
| --------------------- | --- | ---------------------------------------- | ------------------------------------------------- | ------------------- | ------- |
| 1 januari             | Hopman Cup Perth, Australië ITF gemengd teamcompetitie AU$ 1.000.000 - hardcourt (i) - 8 teams        | Zwitserland Roger Federer Martina Hingis | Verenigde Staten Jan-Michael Gambill Monica Seles | 2-1                 | details |
| 1 januari             | AAPT Championships Adelaide, Australië ATP International Series $ 350.000 - hardcourt - 32S/32Q/16D   | Tommy Haas                               | Nicolás Massú                                     | 6-3, 6-1            | details |
| 1 januari             | AAPT Championships Adelaide, Australië ATP International Series $ 350.000 - hardcourt - 32S/32Q/16D   | David Macpherson Grant Stafford          | Wayne Arthurs Todd Woodbridge                     | 6-7(5), 6-4, 6-4    | details |
| 1 januari             | Gold Flake Open Chennai, India ATP International Series $ 375.000 - hardcourt - 32S/32Q/16D           | Michal Tabara                            | Andrei Stoliarov                                  | 6-2, 7-6(4)         | details |
| 1 januari             | Gold Flake Open Chennai, India ATP International Series $ 375.000 - hardcourt - 32S/32Q/16D           | Byron Black Wayne Black                  | Barry Cowan Mosé Navarra                          | 6-4, 6-3            | details |
| 1 januari             | Qatar ExxonMobil Open Doha, Qatar ATP International Series $ 975.000 - hardcourt - 32S/32Q/16D        | Marcelo Ríos                             | Bohdan Ulihrach                                   | 6-3, 2-6, 6-3       | details |
| 1 januari             | Qatar ExxonMobil Open Doha, Qatar ATP International Series $ 975.000 - hardcourt - 32S/32Q/16D        | Mark Knowles Daniel Nestor               | Juan Balcells Andrej Olchovski                    | 6-1, 6-3            | details |
| 8 januari             | Adidas International Sydney, Australië ATP International Series $ 375.000 - hardcourt - 32S/32Q/16D   | Lleyton Hewitt                           | Magnus Norman                                     | 6-4, 6-1            | details |
| 8 januari             | Adidas International Sydney, Australië ATP International Series $ 375.000 - hardcourt - 32S/32Q/16D   | Daniel Nestor Sandon Stolle              | Jonas Björkman Todd Woodbridge                    | 2-6, 7-6(4), 7-6(5) | details |
| 8 januari             | Heineken Open Auckland, Nieuw-Zeeland ATP International Series $ 350.000 - hardcourt - 32S/32Q/16D    | Dominik Hrbatý                           | Francisco Clavet                                  | 6-4, 2-6, 6-3       | details |
| 8 januari             | Heineken Open Auckland, Nieuw-Zeeland ATP International Series $ 350.000 - hardcourt - 32S/32Q/16D    | Marius Barnard Jim Thomas                | David Adams Martín García                         | 7-6(10), 6-4        | details |
| 15 januari 22 januari | Australian Open Melbourne, Australië Grand Slam $ 3.568.313 - hardcourt 128S/128Q/64D/32X             | Andre Agassi                             | Arnaud Clément                                    | 6-4, 6-2, 6-2       | details |
| 15 januari 22 januari | Australian Open Melbourne, Australië Grand Slam $ 3.568.313 - hardcourt 128S/128Q/64D/32X             | Jonas Björkman Todd Woodbridge           | Byron Black David Prinosil                        | 6-1, 5-7, 6-4, 6-4  | details |
| 15 januari 22 januari | Australian Open Melbourne, Australië Grand Slam $ 3.568.313 - hardcourt 128S/128Q/64D/32X             | Ellis Ferreira Corina Morariu            | Joshua Eagle Barbara Schett                       | 6-1, 6-3            | details |
| 28 januari            | Milan Indoor Milaan, Italië ATP International Series $ 375.000 - tapijt (i) - 32S/32Q/16D             | Roger Federer                            | Julien Boutter                                    | 6-4, 6-7(7), 6-4    | details |
| 28 januari            | Milan Indoor Milaan, Italië ATP International Series $ 375.000 - tapijt (i) - 32S/32Q/16D             | Paul Haarhuis Sjeng Schalken             | Johan Landsberg Tom Vanhoudt                      | 7-6(5), 7-6(4)      | details |
| 28 januari            | Cerveza Club Colombia Open Bogota, Colombia ATP International Series $ 350.000 - gravel - 32S/32Q/16D | Fernando Vicente                         | Juan Ignacio Chela                                | 6-4, 7-6(6)         | details |
| 28 januari            | Cerveza Club Colombia Open Bogota, Colombia ATP International Series $ 350.000 - gravel - 32S/32Q/16D | Mariano Hood Sebastián Prieto            | Martín Rodríguez André Sá                         | 6-2, 6-4            | details |

### Februari
| Week van      | Toernooi | Winnaar(s)                       | Finalist(en)                       | Uitslag finale   |         |
| ------------- | --- | -------------------------------- | ---------------------------------- | ---------------- | ------- |
| 9-11 februari | Davis Cup (1e ronde) |                                  |                                    |                  | details |
| 12 februari   | Open 13 Marseille, Frankrijk ATP International Series $ 475.000 - hardcourt (i) - 32S/32Q/16D                                             | Jevgeni Kafelnikov               | Sébastien Grosjean                 | 7-6(5), 6-2      | details |
| 12 februari   | Open 13 Marseille, Frankrijk ATP International Series $ 475.000 - hardcourt (i) - 32S/32Q/16D                                             | Julien Boutter Fabrice Santoro   | Michael Hill Jeff Tarango          | 7-6(7), 7-5      | details |
| 12 februari   | Chevrolet Cup Viña del Mar, Chili ATP International Series $ 350.000 - gravel - 32S/32Q/16D                                               | Guillermo Coria                  | Gastón Gaudio                      | 4-6, 6-2, 7-5    | details |
| 12 februari   | Chevrolet Cup Viña del Mar, Chili ATP International Series $ 350.000 - gravel - 32S/32Q/16D                                               | Lucas Arnold Ker Tomás Carbonell | Hood Sebastián Prieto              | 6-4, 2-6, 6-3    | details |
| 12 februari   | Copenhagen Open Kopenhagen, Denemarken ATP International Series $ 325.000 - hardcourt (i) - 32S/32Q/16D                                   | Tim Henman                       | Andreas Vinciguerra                | 6-3, 6-4         | details |
| 12 februari   | Copenhagen Open Kopenhagen, Denemarken ATP International Series $ 325.000 - hardcourt (i) - 32S/32Q/16D                                   | Wayne Black Kevin Ullyett        | Jiří Novák David Rikl              | 6-3, 6-3         | details |
| 19 februari   | Copa AT&T Buenos Aires, Argentinië ATP International Series $ 600.000 - gravel - 32S/32Q/16D                                              | Gustavo Kuerten                  | José Acasuso                       | 6-1, 6-3         | details |
| 19 februari   | Copa AT&T Buenos Aires, Argentinië ATP International Series $ 600.000 - gravel - 32S/32Q/16D                                              | Lucas Arnold Ker Tomás Carbonell | Mariano Hood Sebastián Prieto      | 5-7, 7-5, 7-6(5) | details |
| 19 februari   | ABN AMRO World Tennis Tournament Rotterdam, Nederland ATP International Series Gold $ 750.000 - hardcourt (i) - 32S/32Q/16D               | Nicolas Escudé                   | Roger Federer                      | 7-5, 3-6, 7-6(5) | details |
| 19 februari   | ABN AMRO World Tennis Tournament Rotterdam, Nederland ATP International Series Gold $ 750.000 - hardcourt (i) - 32S/32Q/16D               | Jonas Björkman Roger Federer     | Petr Pála Pavel Vízner             | 6-3, 6-0         | details |
| 19 februari   | Kroger St. Jude Memphis, Verenigde Staten ATP International Series Gold $ 700.000 - hardcourt (i) - 48S/32Q/24D                           | Mark Philippoussis               | Davide Sanguinetti                 | 6-3, 6-7(5), 6-3 | details |
| 19 februari   | Kroger St. Jude Memphis, Verenigde Staten ATP International Series Gold $ 700.000 - hardcourt (i) - 48S/32Q/24D                           | Bob Bryan Mike Bryan             | Alex O'Brien Jonathan Stark        | 6-3, 7-6(3)      | details |
| 26 februari   | Sybase Open San José, Verenigde Staten ATP International Series $ 375.000 - hardcourt (i) - 32S/32Q/16D                                   | Greg Rusedski                    | Andre Agassi                       | 6-3, 6-4         | details |
| 26 februari   | Sybase Open San José, Verenigde Staten ATP International Series $ 375.000 - hardcourt (i) - 32S/32Q/16D                                   | Mark Knowles Brian MacPhie       | Jan-Michael Gambill Jonathan Stark | 6-3, 7-6(4)      | details |
| 26 februari   | Barclays Dubai Tennis Championships Dubai, Verenigde Arabische Emiraten ATP International Series Gold $ 900.000 - hardcourt - 32S/32Q/16D | Juan Carlos Ferrero              | Marat Safin                        | 6-2, 3-1, opgave | details |
| 26 februari   | Barclays Dubai Tennis Championships Dubai, Verenigde Arabische Emiraten ATP International Series Gold $ 900.000 - hardcourt - 32S/32Q/16D | Joshua Eagle Sandon Stolle       | Daniel Nestor Nenad Zimonjić       | 6-4, 6-4         | details |
| 26 februari   | Abierto Mexicano Pegaso Acapulco, Mexico ATP International Series Gold $ 700.000 - gravel - 32S/32Q/16D                                   | Gustavo Kuerten                  | Galo Blanco                        | 6-4, 6-2         | details |
| 26 februari   | Abierto Mexicano Pegaso Acapulco, Mexico ATP International Series Gold $ 700.000 - gravel - 32S/32Q/16D                                   | Donald Johnson Gustavo Kuerten   | David Adams Martín García          | 6-3, 7-6(5)      | details |

### Maart
| Week van | Toernooi | Winnaar(s)                        | Finalist(en)                   | Uitslag finale   |         |
| -------- | --- | --------------------------------- | ------------------------------ | ---------------- | ------- |
| 5 maart  | Delray Beach Int'l Tennis Championships Delray Beach, Verenigde Staten ATP International Series $ 325.000 - hardcourt - 32S/32Q/16D | Jan-Michael Gambill               | Xavier Malisse                 | 7-5, 6-4         | details |
| 5 maart  | Delray Beach Int'l Tennis Championships Delray Beach, Verenigde Staten ATP International Series $ 325.000 - hardcourt - 32S/32Q/16D | Jan-Michael Gambill Andy Roddick  | Thomas Shimada Myles Wakefield | 6-3, 6-4         | details |
| 5 maart  | Franklin Templeton Tennis Classic Scottsdale, Verenigde Staten ATP International Series $ 375.000 - hardcourt - 32S/32Q/16D         | Francisco Clavet                  | Magnus Norman                  | 6-4, 6-2         | details |
| 5 maart  | Franklin Templeton Tennis Classic Scottsdale, Verenigde Staten ATP International Series $ 375.000 - hardcourt - 32S/32Q/16D         | Donald Johnson Jared Palmer       | Marcelo Ríos Sjeng Schalken    | 7-6(3), 6-2      | details |
| 12 maart | TMS Indian Wells Indian Wells, Verenigde Staten ATP Masters Series $ 2.450.000 - hardcourt - 64S/32Q/32D                            | Andre Agassi                      | Pete Sampras                   | 7-6(5), 7-5, 6-1 | details |
| 12 maart | TMS Indian Wells Indian Wells, Verenigde Staten ATP Masters Series $ 2.450.000 - hardcourt - 64S/32Q/32D                            | Wayne Ferreira Jevgeni Kafelnikov | Jonas Björkman Todd Woodbridge | 6-2, 7-5         | details |
| 19 maart | Ericsson Open Miami, Verenigde Staten ATP Masters Series $ 2.900.000 - hardcourt - 96S/48Q/48D                                      | Andre Agassi                      | Jan-Michael Gambill            | 7-6(4), 6-1, 6-0 | details |
| 19 maart | Ericsson Open Miami, Verenigde Staten ATP Masters Series $ 2.900.000 - hardcourt - 96S/48Q/48D                                      | Jiří Novák David Rikl             | Jonas Björkman Todd Woodbridge | 7-5, 7-6(3)      | details |

### April
| Week van  | Toernooi | Winnaar(s)                     | Finalist(en)                   | Uitslag finale          |         |
| --------- | --- | ------------------------------ | ------------------------------ | ----------------------- | ------- |
| 6-8 april | Davis Cup (kwartfinale)                                                                                                 |                                |                                |                         | details |
| 9 april   | Grand Prix Hassan II Casablanca, Marokko ATP International Series $ 325.000 - gravel - 32S/32Q/16D                      | Guillermo Cañas                | Tommy Robredo                  | 7-5, 6-2                | details |
| 9 april   | Grand Prix Hassan II Casablanca, Marokko ATP International Series $ 325.000 - gravel - 32S/32Q/16D                      | Michael Hill Jeff Tarango      | Pablo Albano David Macpherson  | 7-6(2), 6-3             | details |
| 9 april   | Estoril Open Estoril, Portugal ATP International Series $ 600.000 - gravel - 32S/32Q/16D                                | Juan Carlos Ferrero            | Félix Mantilla                 | 7-6(3), 4-6, 6-3        | details |
| 9 april   | Estoril Open Estoril, Portugal ATP International Series $ 600.000 - gravel - 32S/32Q/16D                                | Radek Štěpánek Michal Tabara   | Donald Johnson Nenad Zimonjić  | 6-4, 6-1                | details |
| 16 april  | Monte-Carlo Rolex Masters Monte Carlo, Monaco ATP Masters Series $ 2.450.000 - gravel - 64S/32Q/32D                     | Gustavo Kuerten                | Hicham Arazi                   | 6-3, 6-2, 6-4           | details |
| 16 april  | Monte-Carlo Rolex Masters Monte Carlo, Monaco ATP Masters Series $ 2.450.000 - gravel - 64S/32Q/32D                     | Jonas Björkman Todd Woodbridge | Joshua Eagle Andrew Florent    | 3-6, 6-4, 6-2           | details |
| 23 april  | Verizon Tennis Challenge Atlanta, Verenigde Staten ATP International Series $ 375.000 - gravel - 32S/32Q/16D            | Andy Roddick                   | Xavier Malisse                 | 6-2, 6-4                | details |
| 23 april  | Verizon Tennis Challenge Atlanta, Verenigde Staten ATP International Series $ 375.000 - gravel - 32S/32Q/16D            | Mahesh Bhupathi Leander Paes   | Rick Leach David Macpherson    | 6-3, 7-6(7)             | details |
| 23 april  | Open SEAT Godó Barcelona, Spanje ATP International Series Gold $ 900.000 - gravel - 56S/28Q/28D                         | Juan Carlos Ferrero            | Carlos Moyá                    | 4-6, 7-5, 6-3, 3-6, 7-5 | details |
| 23 april  | Open SEAT Godó Barcelona, Spanje ATP International Series Gold $ 900.000 - gravel - 56S/28Q/28D                         | Donald Johnson Jared Palmer    | Tommy Robredo Fernando Vicente | 7-6(2), 6-4             | details |
| 30 april  | U.S. Men's Clay Court Championships Houston, Verenigde Staten ATP International Series $ 325.000 - gravel - 32S/32Q/16D | Andy Roddick                   | Lee Hyung-taik                 | 7-5, 6-3                | details |
| 30 april  | U.S. Men's Clay Court Championships Houston, Verenigde Staten ATP International Series $ 325.000 - gravel - 32S/32Q/16D | Mahesh Bhupathi Leander Paes   | Kevin Kim Jim Thomas           | 7-6(4), 6-2             | details |
| 30 april  | BMW Open München, Duitsland ATP International Series $ 375.000 - gravel - 32S/32Q/16D                                   | Jiří Novák                     | Antony Dupuis                  | 6-4, 7-5                | details |
| 30 april  | BMW Open München, Duitsland ATP International Series $ 375.000 - gravel - 32S/32Q/16D                                   | Petr Luxa Radek Štěpánek       | Jaime Oncins Daniel Orsanic    | 5-7, 6-2, 7-6(5)        | details |
| 30 april  | Mallorca Open Mallorca, Spanje ATP International Series $ 475.000 - gravel - 32S/32Q/16D                                | Alberto Martín                 | Guillermo Coria                | 6-3, 3-6, 6-2           | details |
| 30 april  | Mallorca Open Mallorca, Spanje ATP International Series $ 475.000 - gravel - 32S/32Q/16D                                | Donald Johnson Jared Palmer    | Feliciano López Francisco Roig | 7-5, 6-3                | details |

### Mei
| Week van      | Toernooi | Winnaar(s)                             | Finalist(en)                | Uitslag finale             |         |
| ------------- | --- | -------------------------------------- | --------------------------- | -------------------------- | ------- |
| 7 mei         | Internazionali BNL d'Italia Rome, Italië ATP World Tour Masters 1000 $ 2.450.000 - gravel - 64S/32Q/32D                              | Juan Carlos Ferrero                    | Gustavo Kuerten             | 3-6, 6-1, 2-6, 6-4, 6-2    | details |
| 7 mei         | Internazionali BNL d'Italia Rome, Italië ATP World Tour Masters 1000 $ 2.450.000 - gravel - 64S/32Q/32D                              | Wayne Ferreira Jevgeni Kafelnikov      | Daniel Nestor Sandon Stolle | 6-4, 7-6(6)                | details |
| 14 mei        | International German Open Hamburg, Duitsland ATP Masters Series $ 2.450.000 - gravel - 64S/32Q/32D                                   | Albert Portas                          | Juan Carlos Ferrero         | 4-6, 6-2, 0-6, 7-6(5), 7-5 | details |
| 14 mei        | International German Open Hamburg, Duitsland ATP Masters Series $ 2.450.000 - gravel - 64S/32Q/32D                                   | Jonas Björkman Todd Woodbridge         | Daniel Nestor Sandon Stolle | 7-6(2), 3-6, 6-3           | details |
| 21 mei        | ARAG World Team Cup Düsseldorf, Duitsland ATP World Team Championship $ 2.100.000 - gravel - 8 teams (RR)                            | Australië                              | Rusland                     | 2-1                        | details |
| 21 mei        | Internationaler Raiffeisen Grand Prix Pörtschach am Wörthersee, Oostenrijk ATP International Series $ 400.000 - gravel - 32S/32Q/16D | Andrea Gaudenzi                        | Markus Hipfl                | 6-0, 7-5                   | details |
| 21 mei        | Internationaler Raiffeisen Grand Prix Pörtschach am Wörthersee, Oostenrijk ATP International Series $ 400.000 - gravel - 32S/32Q/16D | Petr Pála David Rikl                   | Jaime Oncins Daniel Orsanic | 6-3, 5-7, 7-5              | details |
| 28 mei 4 juni | Roland Garros Parijs, Frankrijk Grand Slam $ 4.458.217 - gravel 128S/128Q/64D/32X                                                    | Gustavo Kuerten                        | Àlex Corretja               | 6-7(0), 7-5, 6-2, 6-0      | details |
| 28 mei 4 juni | Roland Garros Parijs, Frankrijk Grand Slam $ 4.458.217 - gravel 128S/128Q/64D/32X                                                    | Mahesh Bhupathi Leander Paes           | Petr Pála Pavel Vízner      | 7-6(5), 6-3                | details |
| 28 mei 4 juni | Roland Garros Parijs, Frankrijk Grand Slam $ 4.458.217 - gravel 128S/128Q/64D/32X                                                    | Tomás Carbonell Virginia Ruano Pascual | Jaime Oncins Paola Suárez   | 7-5, 6-3                   | details |

### Juni
| Week van       | Toernooi | Winnaar(s)                     | Finalist(en)                 | Uitslag finale          |         |
| -------------- | --- | ------------------------------ | ---------------------------- | ----------------------- | ------- |
| 11 juni        | Stella Artois Championships Londen, Verenigd Koninkrijk ATP International Series $ 775.000 - gras - 56S/32Q/28D | Lleyton Hewitt                 | Tim Henman                   | 7-6(3), 7-6(3)          | details |
| 11 juni        | Stella Artois Championships Londen, Verenigd Koninkrijk ATP International Series $ 775.000 - gras - 56S/32Q/28D | Bob Bryan Mike Bryan           | Eric Taino David Wheaton     | 6-3, 3-6, 6-1           | details |
| 11 juni        | Gerry Weber Open Halle, Duitsland ATP International Series $ 975.000 - gras - 32S/32Q/16D                       | Thomas Johansson               | Fabrice Santoro              | 6-3, 6-7(5), 6-2        | details |
| 11 juni        | Gerry Weber Open Halle, Duitsland ATP International Series $ 975.000 - gras - 32S/32Q/16D                       | Daniel Nestor Sandon Stolle    | Maks Mirni Patrick Rafter    | 6-4, 6-7(5), 6-1        | details |
| 18 juni        | Heineken Trophy Rosmalen, Nederland ATP International Series $ 375.000 - gras - 32S/32Q/16D                     | Lleyton Hewitt                 | Guillermo Cañas              | 6-3, 6-4                | details |
| 18 juni        | Heineken Trophy Rosmalen, Nederland ATP International Series $ 375.000 - gras - 32S/32Q/16D                     | Paul Haarhuis Sjeng Schalken   | Martin Damm Cyril Suk        | 6-4, 6-4                | details |
| 18 juni        | Samsung Open Nottingham, Verenigd Koninkrijk ATP International Series $ 375.000 - gras - 32S/23Q/16D            | Thomas Johansson               | Harel Levy                   | 7-5, 6-3                | details |
| 18 juni        | Samsung Open Nottingham, Verenigd Koninkrijk ATP International Series $ 375.000 - gras - 32S/23Q/16D            | Donald Johnson Jared Palmer    | Paul Hanley Andrew Kratzmann | 6-4, 6-2                | details |
| 25 juni 2 juli | Wimbledon Londen, Verenigd Koninkrijk Grand Slam $ 5.476.166 - gras 128S/128Q/64D/16Q/48X                       | Goran Ivanišević               | Patrick Rafter               | 6-3, 3-6, 6-3, 2-6, 9-7 | details |
| 25 juni 2 juli | Wimbledon Londen, Verenigd Koninkrijk Grand Slam $ 5.476.166 - gras 128S/128Q/64D/16Q/48X                       | Donald Johnson Jared Palmer    | Jiří Novák David Rikl        | 6-4, 4-6, 6-3, 7-6(6)   | details |
| 25 juni 2 juli | Wimbledon Londen, Verenigd Koninkrijk Grand Slam $ 5.476.166 - gras 128S/128Q/64D/16Q/48X                       | Leoš Friedl Daniela Hantuchová | Mike Bryan Liezel Huber      | 4-6, 6-3, 6-2           | details |

### Juli
| Week van | Toernooi | Winnaar(s)                       | Finalist(en)                     | Uitslag finale             |         |
| -------- | --- | -------------------------------- | -------------------------------- | -------------------------- | ------- |
| 9 juli   | Miller Lite Hall of Fame Tennis Championships Newport, Verenigde Staten ATP International Series $ 375.000 - gras - 32S/32Q/16D | Neville Godwin                   | Martin Lee                       | 6-1, 6-4                   | details |
| 9 juli   | Miller Lite Hall of Fame Tennis Championships Newport, Verenigde Staten ATP International Series $ 375.000 - gras - 32S/32Q/16D | Bob Bryan Mike Bryan             | André Sá Glenn Weiner            | 6-3, 7-5                   | details |
| 9 juli   | Telenordia Swedish Open Båstad, Zweden ATP International Series $ 375.000 - gravel - 32S/32Q/16D                                | Andrea Gaudenzi                  | Bohdan Ulihrach                  | 7-5, 6-3                   | details |
| 9 juli   | Telenordia Swedish Open Båstad, Zweden ATP International Series $ 375.000 - gravel - 32S/32Q/16D                                | Karsten Braasch Jens Knippschild | Simon Aspelin Andrew Kratzmann   | 7-6(3), 4-6, 7-6(5)        | details |
| 9 juli   | UBS Open Gstaad, Zwitserland ATP International Series $ 575.000 - gravel - 32S/22Q/16D                                          | Jiří Novák                       | Juan Carlos Ferrero              | 6-1, 6-7(5), 7-5           | details |
| 9 juli   | UBS Open Gstaad, Zwitserland ATP International Series $ 575.000 - gravel - 32S/22Q/16D                                          | Roger Federer Marat Safin        | Michael Hill Jeff Tarango        | 1-0, opgave                | details |
| 16 juli  | Energis Open Amsterdam, Nederland ATP International Series $ 375.000 - gravel - 32S/32Q/16D                                     | Àlex Corretja                    | Younes El Aynaoui                | 6-3, 5-7, 7-6(0), 3-6, 6-4 | details |
| 16 juli  | Energis Open Amsterdam, Nederland ATP International Series $ 375.000 - gravel - 32S/32Q/16D                                     | Paul Haarhuis Sjeng Schalken     | Àlex Corretja Luis Lobo          | 6-4, 6-2                   | details |
| 16 juli  | Mercedes Cup Stuttgart, Duitsland ATP International Series Gold $ 700.000 - gravel - 48S/32Q/24D                                | Gustavo Kuerten                  | Guillermo Cañas                  | 6-3, 6-2, 6-4              | details |
| 16 juli  | Mercedes Cup Stuttgart, Duitsland ATP International Series Gold $ 700.000 - gravel - 48S/32Q/24D                                | Guillermo Cañas Rainer Schüttler | Michael Hill Jeff Tarango        | 4-6, 7-6(1), 6-4           | details |
| 16 juli  | ATP Studena Croatia Open Umag Umag, Kroatië ATP International Series $ 375.000 - gravel - 32S/32Q/16D                           | Carlos Moyá                      | Jérôme Golmard                   | 6-4, 3-6, 7-6(2)           | details |
| 16 juli  | ATP Studena Croatia Open Umag Umag, Kroatië ATP International Series $ 375.000 - gravel - 32S/32Q/16D                           | Sergio Roitman Andrés Schneiter  | Ivan Ljubičić Lovro Zovko        | 6-2, 7-5                   | details |
| 23 juli  | Generali Open Kitzbühel, Oostenrijk ATP International Series Gold $ 880.000 - gravel - 48S/24Q/24D                              | Nicolás Lapentti                 | Albert Costa                     | 1-6, 6-4, 7-5, 7-5         | details |
| 23 juli  | Generali Open Kitzbühel, Oostenrijk ATP International Series Gold $ 880.000 - gravel - 48S/24Q/24D                              | Àlex Corretja Luis Lobo          | Simon Aspelin Andrew Kratzmann   | 6-1, 6-4                   | details |
| 23 juli  | Mercedes-Benz Cup Los Angeles, Verenigde Staten ATP International Series $ 375.000 - hardcourt - 32S/32Q/16D                    | Andre Agassi                     | Pete Sampras                     | 6-4, 6-2                   | details |
| 23 juli  | Mercedes-Benz Cup Los Angeles, Verenigde Staten ATP International Series $ 375.000 - hardcourt - 32S/32Q/16D                    | Bob Bryan Mike Bryan             | Jan-Michael Gambill Andy Roddick | 7-5, 7-6(6)                | details |
| 23 juli  | Idea Prokom Open Sopot, Polen ATP International Series $ 375.000 - gravel - 32S/32Q/16D                                         | Tommy Robredo                    | Albert Portas                    | 1-6, 7-5, 7-6(2)           | details |
| 23 juli  | Idea Prokom Open Sopot, Polen ATP International Series $ 375.000 - gravel - 32S/32Q/16D                                         | Paul Hanley Nathan Healey        | Irakli Labadze Attila Sávolt     | 7-6(10), 6-2               | details |
| 30 juli  | Canada Masters Toronto, Canada ATP Masters Series $ 2.450.000 - hardcourt - 64S/32Q/32D                                         | Andrei Pavel                     | Patrick Rafter                   | 7-6(3), 2-6, 6-3           | details |
| 30 juli  | Canada Masters Toronto, Canada ATP Masters Series $ 2.450.000 - hardcourt - 64S/32Q/32D                                         | Jiří Novák David Rikl            | Donald Johnson Jared Palmer      | 6-4, 3-6, 6-3              | details |

### Augustus
| Week van                | Toernooi | Winnaar(s)                    | Finalist(en)                     | Uitslag finale   |         |
| ----------------------- | --- | ----------------------------- | -------------------------------- | ---------------- | ------- |
| 6 augustus              | W&S Financial Group Masters Cincinnati, Verenigde Staten ATP Masters Series $ 2.450.000 - hardcourt - 64S/32Q/32D        | Gustavo Kuerten               | Patrick Rafter                   | 6-1, 6-3         | details |
| 6 augustus              | W&S Financial Group Masters Cincinnati, Verenigde Staten ATP Masters Series $ 2.450.000 - hardcourt - 64S/32Q/32D        | Mahesh Bhupathi Leander Paes  | Martin Damm David Prinosil       | 7-6(3), 6-3      | details |
| 13 augustus             | Legg Mason Tennis Classic Washington, Verenigde Staten ATP International Series Gold $ 700.000 - hardcourt - 56S/28Q/28D | Andy Roddick                  | Sjeng Schalken                   | 6-2, 6-3         | details |
| 13 augustus             | Legg Mason Tennis Classic Washington, Verenigde Staten ATP International Series Gold $ 700.000 - hardcourt - 56S/28Q/28D | Martin Damm David Prinosil    | Bob Bryan Mike Bryan             | 7-6(5), 6-3      | details |
| 13 augustus             | RCA Championships Indianapolis, Verenigde Staten ATP International Series Gold $ 700.000 - hardcourt - 56S/28Q/28D       | Patrick Rafter                | Gustavo Kuerten                  | 4-2, opgave      | details |
| 13 augustus             | RCA Championships Indianapolis, Verenigde Staten ATP International Series Gold $ 700.000 - hardcourt - 56S/28Q/28D       | Mark Knowles Brian MacPhie    | Mahesh Bhupathi Sébastien Lareau | 7-6(5), 5-7, 6-4 | details |
| 20 augustus             | Hamlet Cup Long Island, Verenigde Staten ATP International Series $ 390.200 - hardcourt - 32S/32Q/16D                    | Tommy Haas                    | Pete Sampras                     | 6-3, 3-6, 6-3    | details |
| 20 augustus             | Hamlet Cup Long Island, Verenigde Staten ATP International Series $ 390.200 - hardcourt - 32S/32Q/16D                    | Jonathan Stark Kevin Ullyett  | Leoš Friedl Radek Štěpánek       | 6-1, 6-4         | details |
| 27 augustus 3 september | US Open New York, Verenigde Staten Grand Slam $ 6.382.000 - hardcourt 128S/128Q/64D/32X                                  | Lleyton Hewitt                | Pete Sampras                     | 7-6(4), 6-1, 6-1 | details |
| 27 augustus 3 september | US Open New York, Verenigde Staten Grand Slam $ 6.382.000 - hardcourt 128S/128Q/64D/32X                                  | Wayne Black Kevin Ullyett     | Donald Johnson Jared Palmer      | 7-6(9), 2-6, 6-3 | details |
| 27 augustus 3 september | US Open New York, Verenigde Staten Grand Slam $ 6.382.000 - hardcourt 128S/128Q/64D/32X                                  | Todd Woodbridge Rennae Stubbs | Leander Paes Lisa Raymond        | 6-4, 5-7, 11-9   | details |

### September
| Week van        | Toernooi | Winnaar(s)                         | Finalist(en)                        | Uitslag finale      |         |
| --------------- | --- | ---------------------------------- | ----------------------------------- | ------------------- | ------- |
| 10 september    | Gelsor Open Romania Boekarest, Roemenië ATP International Series $ 375.000 - gravel - 32S/32Q/16D              | Younes El Aynaoui                  | Albert Montañés                     | 7-6(5), 7-6(2)      | details |
| 10 september    | Gelsor Open Romania Boekarest, Roemenië ATP International Series $ 375.000 - gravel - 32S/32Q/16D              | Aleksandar Kitinov Johan Landsberg | Pablo Albano Marc-Kevin Goellner    | 6-4, 6-7(5), [10-6] | details |
| 10 september    | Brasil Open Costa do Sauípe, Brazilië International Series $ 375.000 - gravel - 32S/32Q/16D                    | Jan Vacek                          | Fernando Meligeni                   | 2-6, 7-6(2), 6-3    | details |
| 10 september    | Brasil Open Costa do Sauípe, Brazilië International Series $ 375.000 - gravel - 32S/32Q/16D                    | Enzo Artoni Daniel Melo            | Gastón Etlis Brent Haygarth         | 6-3, 1-6, 7-6(5)    | details |
| 10 september    | President's Cup Tasjkent, Oezbekistan ATP International Series $ 525.000 - hardcourt - 32S/32Q/16D             | Marat Safin                        | Jevgeni Kafelnikov                  | 6-2, 6-2            | details |
| 10 september    | President's Cup Tasjkent, Oezbekistan ATP International Series $ 525.000 - hardcourt - 32S/32Q/16D             | Julien Boutter Dominik Hrbatý      | Marius Barnard Jim Thomas           | 6-4, 3-6, [13-11]   | details |
| 17 september    | Heineken Open Shanghai, China ATP International Series $ 375.000 - hardcourt - 32S/32Q/16D                     | Rainer Schüttler                   | Michel Kratochvil                   | 6-3, 6-4            | details |
| 17 september    | Heineken Open Shanghai, China ATP International Series $ 375.000 - hardcourt - 32S/32Q/16D                     | Byron Black Thomas Shimada         | John-Laffnie de Jager Robbie Koenig | 6-2, 3-6, 7-5       | details |
| 21-23 september | Davis Cup (halve finale)                                                                                       |                                    |                                     |                     | details |
| 24 september    | Salem Open Hongkong, Hongkong ATP International Series $ 375.000 - hardcourt - 32S/32Q/16D                     | Marcelo Ríos                       | Rainer Schüttler                    | 7-6(3), 6-2         | details |
| 24 september    | Salem Open Hongkong, Hongkong ATP International Series $ 375.000 - hardcourt - 32S/32Q/16D                     | Karsten Braasch André Sá           | Petr Luxa Radek Štěpánek            | 6-0, 7-5            | details |
| 24 september    | Campionati Internazionali di Sicilia Palermo, Italië ATP International Series $ 375.000 - gravel - 32S/32Q/16D | Félix Mantilla                     | David Nalbandian                    | 7-6(2), 6-4         | details |
| 24 september    | Campionati Internazionali di Sicilia Palermo, Italië ATP International Series $ 375.000 - gravel - 32S/32Q/16D | Tomás Carbonell Daniel Orsanic     | Enzo Artoni Emilio Benfele Alvarez  | 6-2, 2-6, 6-2       | details |

### Oktober
| Week van   | Toernooi | Winnaar(s)                         | Finalist(en)                      | Uitslag finale           |         |
| ---------- | --- | ---------------------------------- | --------------------------------- | ------------------------ | ------- |
| 1 oktober  | AIG Japan Open Tennis Champs Tokio, Japan ATP International Series Gold $ 700.000 - hardcourt - 56S/16Q/28D   | Lleyton Hewitt                     | Michel Kratochvil                 | 6-4, 6-2                 | details |
| 1 oktober  | AIG Japan Open Tennis Champs Tokio, Japan ATP International Series Gold $ 700.000 - hardcourt - 56S/16Q/28D   | Leach David Macpherson             | Paul Hanley Nathan Healey         | 1-6, 7-6(6), 7-6(4)      | details |
| 1 oktober  | Kremlin Cup Moskou, Rusland ATP International Series $ 975.000 - tapijt (i) - 32S/32Q/16D                     | Jevgeni Kafelnikov                 | Nicolas Kiefer                    | 6-4, 7-5                 | details |
| 1 oktober  | Kremlin Cup Moskou, Rusland ATP International Series $ 975.000 - tapijt (i) - 32S/32Q/16D                     | Maks Mirni Sandon Stolle           | Mahesh Bhupathi Jeff Tarango      | 6-3, 6-0                 | details |
| 8 oktober  | Grand Prix de Tennis de Lyon Lyon, Frankrijk ATP International Series $ 775.000 - tapijt (i)- 32S/32Q/16D     | Ivan Ljubičić                      | Younes El Aynaoui                 | 6-3, 6-2                 | details |
| 8 oktober  | Grand Prix de Tennis de Lyon Lyon, Frankrijk ATP International Series $ 775.000 - tapijt (i)- 32S/32Q/16D     | Daniel Nestor Nenad Zimonjić       | Arnaud Clément Sébastien Grosjean | 6-1, 6-2                 | details |
| 8 oktober  | CA Tennis Trophy Wenen, Oostenrijk ATP International Series Gold $ 700.000 - hardcourt (i) - 32S/32Q/16D      | Tommy Haas                         | Guillermo Cañas                   | 6-2, 7-6(6), 6-4         | details |
| 8 oktober  | CA Tennis Trophy Wenen, Oostenrijk ATP International Series Gold $ 700.000 - hardcourt (i) - 32S/32Q/16D      | Martin Damm Radek Štěpánek         | Jiří Novák David Rikl             | 6-3, 6-2                 | details |
| 15 oktober | Stuttgart Masters Stuttgart, Duitsland ATP World Masters Series $ 2.450.000 - hardcourt (i) - 48S/28Q/24D     | Tommy Haas                         | Maks Mirni                        | 6-2, 6-2, 6-2            | details |
| 15 oktober | Stuttgart Masters Stuttgart, Duitsland ATP World Masters Series $ 2.450.000 - hardcourt (i) - 48S/28Q/24D     | Maks Mirni Sandon Stolle           | Ellis Ferreira Jeff Tarango       | 7-6(0), 7-6(4)           | details |
| 22 oktober | Davidoff Swiss Indoors Bazel, Zwitserland ATP International Series $ 975.000 - tapijt (i) - 32S/32Q/16D       | Tim Henman                         | Roger Federer                     | 6-3, 6-4, 6-2            | details |
| 22 oktober | Davidoff Swiss Indoors Bazel, Zwitserland ATP International Series $ 975.000 - tapijt (i) - 32S/32Q/16D       | Ellis Ferreira Rick Leach          | Mahesh Bhupathi Leander Paes      | 7-6(3), 6-4              | details |
| 22 oktober | St. Petersburg Open Sint-Petersburg, Rusland ATP International Series $ 775.000 - hardcourt (i) - 32S/32Q/16D | Marat Safin                        | Rainer Schüttler                  | 3-6, 6-3, 6-3            | details |
| 22 oktober | St. Petersburg Open Sint-Petersburg, Rusland ATP International Series $ 775.000 - hardcourt (i) - 32S/32Q/16D | Denis Golovanov Jevgeni Kafelnikov | Irakli Labadze Marat Safin        | 7-5, 6-4                 | details |
| 22 oktober | If Stockholm Open Stockholm, Zweden ATP International Series $ 775.000 - hardcourt (i) - 32S/32Q/16D          | Sjeng Schalken                     | Jarkko Nieminen                   | 3-6, 6-3, 6-3, 4-6, 6-3  | details |
| 22 oktober | If Stockholm Open Stockholm, Zweden ATP International Series $ 775.000 - hardcourt (i) - 32S/32Q/16D          | Donald Johnson Jared Palmer        | Jonas Björkman Todd Woodbridge    | 6-3, 4-6, 6-3            | details |
| 29 oktober | BNP Paribas Masters Parijs, Frankrijk ATP Masters Series $ 2,450,000 - tapijt (i) - 48S/24Q/24D               | Sébastien Grosjean                 | Jevgeni Kafelnikov                | 7-6(3), 6-1, 6-7(5), 6-4 | details |
| 29 oktober | BNP Paribas Masters Parijs, Frankrijk ATP Masters Series $ 2,450,000 - tapijt (i) - 48S/24Q/24D               | Ellis Ferreira Rick Leach          | Mahesh Bhupathi Leander Paes      | 3-6, 6-4, 6-3            | details |

### November
| Week van               | Toernooi                                                                                      | Winnaar(s)     | Finalist(en)       | Uitslag finale |               |
| ---------------------- | --------------------------------------------------------------------------------------------- | -------------- | ------------------ | -------------- | ------------- |
| 5 november             | Geen toernooi                                                                                 | Geen toernooi  | Geen toernooi      | Geen toernooi  | Geen toernooi |
| 12 november            | Tennis Masters Cup Sydney, Australië Tennis Masters Cup $ 3.700.000 - hardcourt (i) - 8S (RR) | Lleyton Hewitt | Sébastien Grosjean | 6-3, 6-3, 6-4  | details       |
| 19 november            | Geen toernooi                                                                                 | Geen toernooi  | Geen toernooi      | Geen toernooi  | Geen toernooi |
| 26 november            | Geen toernooi                                                                                 | Geen toernooi  | Geen toernooi      | Geen toernooi  | Geen toernooi |
| 30 november 2 december | Davis Cup (finale)                                                                            | Frankrijk      | Australië          | 3-2            | details       |

### December
Geen toernooien

## Statistieken toernooien

### Toernooien per ondergrond
| Ondergrond   | Aantal | Buiten/binnen | Aantal |
| ------------ | ------ | ------------- | ------ |
| Hardcourt    | 33     | Buiten        | 22     |
| Hardcourt    | 33     | Binnen        | 11     |
| Gravel       | 27     | Buiten        | 27     |
| Gravel       | 27     | Binnen        | 0      |
| Tapijt       | 5      | Binnen        | 5      |
| Gras         | 6      | Buiten        | 6      |
| Verschillend | 1      | Verschillend  | 1      |
| Totaal       | 72     |               |        |

### Best of five finales enkelspel
| Categorie                     | Aantal |
| ----------------------------- | ------ |
| Grand Slams                   | 4/4    |
| Tennis Masters Cup            | 1/1    |
| Tennis Masters Series         | 7/9    |
| ATP International Series Gold | 4/11   |
| ATP International Series      | 3/44   |
| World Team Cup                | 0/1    |
| ITF evenementen               | 1/2    |
| Totaal                        | 20/72  |